# Jacopo Zabarella
Jacopo Zabarella, spesso indicato come Giacomo Zabarella (Padova, 5 settembre 1533 – Padova, 15 ottobre 1589), è stato un filosofo italiano.

## Biografia
Nato a Padova nel 1533, primogenito di un'antica e nobile famiglia, ereditò dal padre Giulio il titolo di conte palatino; è considerato il massimo esponente dell'Aristotelismo padovano.
Studiò all'Università di Padova, dove fu allievo di Francesco Robortello, Bernardino Tomitano e Marcantonio de' Passeri (detto il Genua), laureandosi nel 1553.
Per l'anno accademico 1563-64 ottenne, succedendo al Tomitano, la prima cattedra di logica nello Studio padovano, che tenne fino all'anno accademico 1567-68 incluso. Per l'anno accademico 1568-69 ottenne la seconda cattedra (ma, propriamente, parificata in quell'anno e nei successivi otto con la prima cattedra) di filosofia naturale straordinaria e per l'anno accademico 1577-1578 ottenne la prima cattedra di filosofia naturale straordinaria, che tenne fino all'anno accademico 1584-85 incluso. Per l'anno accademico 1585-86 ottenne la seconda cattedra di filosofia naturale ordinaria, che tenne fino al 1589.
Declinò l'invito del re Stefano Báthory di insegnare in Polonia, ma gli dedicò il suo scritto più importante, l'Opera logica, stampata a Venezia nel 1578. 
Nel 1580 furono pubblicate a Padova le sue Tabulae logicae, e nel 1582, a Venezia, il suo commento agli Analitici II di Aristotele. 
In risposta alle critiche mosse alla sua Opera logica dai suoi colleghi d'università, Francesco Piccolomini, Girolamo Balduino e Bernardino Petrella, pubblicò a Padova, nel 1584, la De doctrinae ordine apologia.
Nel 1586 e nel 1590 apparvero rispettivamente le sue due ultime opere, la De naturalis scientiae constitutione e i De rebus naturalibus; postumi comparvero i suoi commenti incompiuti alla Fisica e al De anima di Aristotele. Morì nella città natale, a cinquantasei anni, nel 1589.
I libri della sua biblioteca sono conservati presso la Biblioteca universitaria di Padova.

## Opere

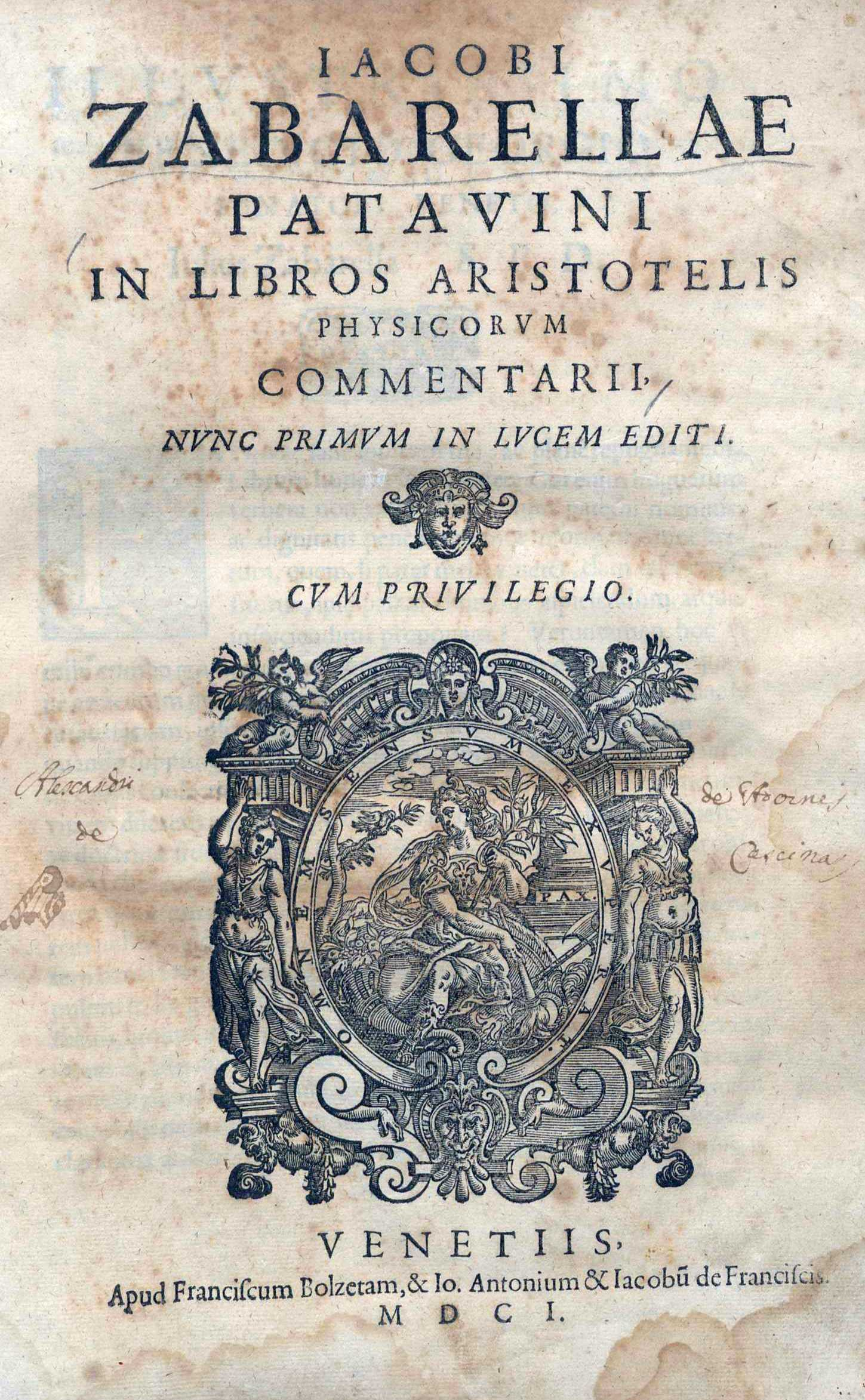
In libros Aristotelis physicorum commentarii, 1601

- Opera Logica Archiviato il 7 novembre 2016 in Internet Archive., Venezia, 1578
- De methodis libri quatuor; Liber de regressu, Venezia, 1578, ristampa anastatica a cura di Cesare Vasoli, Bologna, 1985
- Tabula logicae, Venezia, 1580
- In duos Aristotelis libros Posteriores Analyticos commentarii, Venezia, 1582
- De doctrinae ordine apologia, Venezia, 1584
- (LA) De naturalis scientiae constitutione, Venezia, Paolo Meietti, 1586.
- De rebus naturalibus libri XXX, Venezia, 1590
- (LA) In libros Aristotelis physicorum commentarii, Venezia, Giovanni Antonio De Franceschi & Giacomo De Franceschi, 1601.
- Opera Physica, Francoforte, 1602, ristampa anastatica a cura di Marco Sgarbi, Verona, 2009
- De generatione et corruptione et Meteorologica commentarii, Francoforte, 1602
- In tres libros Aristotelis De anima commentarii, Venezia, 1605

### Edizioni moderne e traduzioni
- Iacobus Zabarella, Tables de logique. Sur l'Introduction de Porphyre, les Catégories, le De l'interprétation et les Premiers Analytiques d'Aristote: Petite synopse introductive à la logique aristotélicienne, L'Harmattan, Parigi, 2003, tradotto da Michel Bastit
- Giacomo Zabarella, De mente agente e De rebus naturalibus liber XXIX, a cura di J. M. García Valverde, «Fragmentos de Filosofía», 9 (2011)
- Giacomo Zabarella, De sensu agente e De rebus naturalibus liber XXIV, a cura di J.M. García Valverde, «Rivista di Storia della Filosofia», 2012
- Giacomo Zabarella, De inventione aeterni motoris e De rebus naturalibus liber IV, a cura di J.M. García Valverde, Bruniana & Campanelliana, 2012
- Jacques Zabarella, La nature de la logique, Vrin, Parigi, 2009, testo latino e traduzione francese a fronte di Dominique Bouillon
- Jacopo Zabarella, On Methods e On Regressus, Harvard University Press, Hervard, 2013, testo latino e traduzione inglese a fronte di John P. McCaskey
  - Volume 1, On Methods,Libri I–II.
  - Volume 2, On Methods, Libri III–IV e On Regressus.